# St. Chamond 155 mm C Mle 1915
Il Canon de 155 mm Court Modèle 1915 St. Chamond era un obice campale francese, impiegato durante la prima e la seconda guerra mondiale. Il progetto era basato sul prototipo di un obice da 150 mm sviluppato privatamente dalla FAMH di Saint-Chamond per il governo messicano nel 1911.  Il governo francese ordinò 400 obici Mle 1915 nel 1915, le cui consegne iniziarono alla fine del 1916. Un piccolo numero di obici St. Chamond furono consegnati al Regno di Serbia ed alla Romania verso la fine della Grande Guerra. Il pezzo rimase in servizio nell'Armée de terre dopo la guerra e fu mobilitato allo scoppio della seconda guerra mondiale. La Finlandia acquistò 24 obici durante la guerra d'inverno, che rimasero in servizio fino agli anni sessanta. La Wehrmacht catturò oltre 200 obici dopo la resa della Francia nel 1940, riutilizzandoli come 15,5 cm sFH 415(f) per impieghi campali e di difesa costiera fino alla fine della seconda guerra mondiale.

## Storia

### Sviluppo e produzione
La Compagnie des forges et aciéries de la marine et d'Homécourt (FAMH), comunemente conosciuta con il nome della località sede degli impianti principali, Saint-Chamond, sviluppo un obice pesante da 150 mm come naturale complemento del cannone campale Saint-Chamond-Mondragón 75 mm, prodotto per l'esercito messicano. Il prototipo venne presentato al governo messicano nel 1911 ma non ottenne ordini di produzione. Nel 1913 il prototipo venne presentato anche all'esercito francese, senza suscitarne però l'interesse in quanto si riteneva il 155 mm CTR Mle 1904 pienamente soddisfacente come obice pesante. Nel 1915, l'esercito francese condusse una serie di fallimentari attacchi contro le linee trincerate tedesche; dopo la seconda battaglia dell'Artois del maggio 1915, un'analisi delle prestazioni dell'artiglieria mostrò che i Mle 1904 erano incapaci di generare il volume di fuoco richiesto dalla dottrina vigente. Questa dottrina d'artiglieria richiedeva infatti che gli obici pesanti scatenassero un violento bombardamento delle linee fortificate nemiche appena prima dell'assalto delle fanterie. Il Maresciallo di Francia Joseph Joffre richiese nuovi obici pesanti, capaci di sostenere alte cadenze di tiro e con una gittata sufficiente a minimizzare gli effetti di fuoco di controbatteria. Nel giugno 1915 venne così emesso un ordine per 400 obici Mle 1915 alla St. Chamond. Tuttavia, una serie di ritardi nella produzione ne consentì l'entrata in servizio solo nell'autunno del 1916. Gli obici furono consegnati al ritmo di 50 pezzi al mese ed una volta completato l'ordine le officine di St. Chamond iniziarono la produzione su licenza dello Schneider 155 mm C Mle. 1917, fino alla fine della guerra. Nel 1917 la FAMH realizzò un prototipo modificato di Mle 1915 che aumentava la gittata fino ad eguagliare quella dello Schneider, ma esso non venne preso in considerazione per non interrompere la produzione ormai avviata del Mle 1917.

### Impiego operativo
Nonostante lo St. Chamond fosse più leggero di 400 kg rispetto all'equivalente modello Schneider, la sua gittata massima era inferiore di 2.400 m. Venne quindi generalmente usato dai reparti di seconda linea e da quelli addestrativi fino alla fine della prima guerra mondiale. Rimase in forza alle unità francesi fino alla seconda guerra mondiale e fu impiegato in alcune azioni durante l'invasione tedesca della Francia del maggio 1940.
L'esercito rumeno ricevette 14 obici Mle 1915 nel 1917 e li utilizzò fino alla seconda guerra mondiale.
Il ricostituito esercito serbo ricevette alcune batterie di obici St. Chamond tra il 1917 ed il 1918. I pezzi rimasero in servizio dopo la guerra e vennero aggiornati negli anni venti per eguagliare le prestazioni dello Schneider, rimanendo in servizio anche nella successiva guerra mondiale.
La Finlandia acquistò 24 obici St. Chamond dalla Francia nel 1939, all'inizio della guerra d'inverno contro l'Unione Sovietica. I pezzi arrivarono nel paese scandinavo all'inizio di marzo del 1940 e furono assegnati all'8ª Batteria di artiglieria pesante, ma il conflitto terminò prima che gli obici raggiungessero il fronte. Durante la guerra di continuazione, i pezzi servirono nel 27º e nel 29º Battaglione di artiglieria pesante. Dopo la guerra, rimasero in servizio fino agli anni sessanta+
Lo Heer catturò circa 200 obici St. Chamond, ribattezzati 15,5 cm sFH 415(f), dopo la resa dalla Francia e li impiegò fino alla fine della guerra come cannoni campali e da difesa costiera.

## Tecnica
Il Canon de 155 C Mle 1915 Saint-Chamond era un obice dalle caratteristiche relativamente avanzante per i suoi tempi. Impiegava un sistema di rinculo idraulico con recuperatore a molla montato sotto alla canna, con un piccolo scudo. L'affusto aveva ruote in legno, cosicché poteva essere trainato come singolo carico a bassa velocità da veicoli meccanici o da un tiro di 4 pariglie di cavalli. La canna veniva arretrata sulla coda dell'affusto per il traino. L'otturatore era di tipo semiautomatico a cuneo verticale, che espelleva il bossolo dopo lo sparo. Una cucchiaia di caricamento era montata su un braccio oscillante. Il pezzo poteva sparare una granata ad alto esplosivo Obus FA Mle 1915 da 43,5 kg a 9.300 m. Le munizioni erano del tipo semi-fisso, con i sacchetti delle cariche propellenti che potevano essere inseriti progressivamente nel bossolo di ottone in funzione della gittata desiderata. Il Mle 1915 era l'unico tra i pezzi francesi con orecchioni arretrati; in questo modo la culatta non scendeva all'interno dell'affusto alle alte elevazioni ed il pezzo poteva essere caricato anche a questi alti angoli, senza dover essere riportato ad alzo 0° dopo ogni colpo; d'altra parte questa impostazione richiedeva un più robusto sistema di elevazione rispetto ai pezzi con orecchioni presso il centro di gravità. Per ridurre gli sforzi sul sistema di elevazione veniva usato un equilibratore pneumatico. Il sistema di elevazione dello St. Chamond muoveva, oltre alla bocca da fuoco, anche lo scudo, che così poteva essere più piccolo rispetto ad uno scudo fisso. Il sistema di brandeggio era simile a quello degli altri pezzi francesi, con una vite senza fine agente sull'assale dell'affusto.